# Котельниковский сельский совет (Крым)
Котельниковский сельский совет (укр. Котельниківська сільська рада, крымскотат. Aqyar Ciyren köy şurası) — согласно законодательству Украины — административно-территориальная единица в Красногвардейском районе Автономной Республики Крым, расположенная в северо-западной части района в степной зоне полуострова. Население по переписи 2001 года — 2341 человека, площадь — 90,1 км² (5 % площади района).
К 2014 году состоял из 3 сёл:
- Котельниково
- Дубровское
- Машино

## История
Котельниковский сельский совет образован в период между 1 июня 1977 года (на эту дату он ещё не числился в списках) и 1985 годом (в перечнях административно-территориальных изменений после этой даты не упоминается). С 12 февраля 1991 года сельсовет в восстановленной Крымской АССР, 26 февраля 1992 года переименованной в Автономную Республику Крым. С 21 марта 2014 года в составе Крыма аннексирован Россией. Законом «Об установлении границ муниципальных образований и статусе муниципальных образований в Республике Крым» от 4 июня 2014 года территория административной единицы была объявлена муниципальным образованием со статусом сельского поселения.